# Вертецкија (Авелино)
Вертецкија је насеље у Италији у округу Авелино, региону Кампанија.
Према процени из 2011. у насељу је живело 232 становника. Насеље се налази на надморској висини од 333 м.